# Saint-Germain-sur-Avre
Saint-Germain-sur-Avre – miejscowość i gmina we Francji, w regionie Normandia, w departamencie Eure.
Według danych na rok 1990 gminę zamieszkiwało 1026 osób, a gęstość zaludnienia wynosiła 190 osób/km² (wśród 1421 gmin Górnej Normandii Saint-Germain-sur-Avre plasuje się na 227. miejscu pod względem liczby ludności, natomiast pod względem powierzchni na miejscu 657.).